# 流星のビヴロスト/sincerely
「流星のビヴロスト／sincerely」（りゅうせいのビヴロスト／シンシアリー）は、naoの2枚目のシングル。2010年8月25日に5pb.から発売された。規格品番はVGCD-50009-1（CD）・VGCD-50009-2（DVD）。販売元はジェネオン・ユニバーサル・エンターテイメント。収録曲のデジタル・ダウンロード販売も行われている。
藤本徹、高橋克典、外崎剛らが販売促進活動を行い、デザイン・コントロールは小田能知、オーガナイゼーション・コントロールは二田祐樹・室井浩太郎、エグゼクティブ・プロデューサーは志倉千代丸が担当。ディレクターは高井麗。

## 背景とリリース
メジャーデビューを果たした前作「シンクロしようよ」から約5ヶ月振りにリリースされたシングル。CDとDVDの2枚組構成で、付属DVDにはカップリング曲「sincerely」のミュージック・ビデオが収録されている。nao曰く、主題曲とカップリング曲はアンバランスなイメージを持つ楽曲だが、彼女が伝えたいと思った「たとえ様々なことがあっても、はたまた自分の行為に正解が無くとも、人間は長い長い人生を生きていく」というメッセージは同じだという。
2010年5月21日にPS3用ゲーム『超次元ゲイム ネプテューヌ』のタイアップとして主題曲「流星のビヴロスト」の情報が初公開。そして、同年6月11日に公開されたゲームの第三弾プロモーション・ビデオ内にて初めて楽曲の一部が試聴可能となった。また、「sincerely」の担当について初めて情報公開されたのは2010年7月16日にアップロードされたXbox 360用ゲーム『メモリーズオフ ゆびきりの記憶』の第3弾告知ムービー（YouTube）内にて。なお、ダブルタイアップシングルとしての発売決定はnaoの公式ブログ内で2010年7月23日に報告された。
そして、本作品はマキシシングルおよびデジタル・ダウンロードの2形態で発売された。デジタル・ダウンロードに関しては、iTunesにおけるシングル形態での販売の他、ドワンゴにて表題曲は携帯電話向けの着うた、着うたフル、歌詞の配信が行われており、Android端末やiPhoneにはシングル形態およびショートバージョンで配信されている。そして、カップリング曲は着うたや着うたフル、着メロ、歌詞といったコンテンツが携帯電話に配信されており、その他端末にはシングル形態および着メロで販売がなされている。

## ジャケット
表ジャケットおよび歌詞カード表紙にはタイアップ作品の『超次元ゲイム ネプテューヌ』キャラクターデザインを担当したつなこが、裏ジャケットおよび歌詞カード裏には同じくタイアップ作品『メモリーズオフ ゆびきりの記憶』キャラクターデザイン担当の森井しづきがそれぞれ書き下ろしたイラストが印刷されている。ジャケットや歌詞カードの内側にはnaoの写真がプリントされており、撮影はStudioD21 にてカメラマンの相澤義和により実施。クリエイティブ・ディレクションおよびデザインはNORIzo（LocoMoco Graphics）による。撮影時の衣装はくがあすか 、スタイリストはfugimarがそれぞれ担当。

## 関連特典・イベント
本作を特定の店舗で予約すると、先着でnaoの写真とネプテューヌのイラストが印刷されたB2サイズのリバーシブルポスターのプレゼントが企画されていた。
また、発売を記念して、2010年9月20日に秋葉原にあったishimaru soft 本店の7FホールにてCD購入者を対象としたトークおよびライブイベントが実施された（開催決定の発表は8月1日）。当日は本作の収録曲全ての作詞を担当した山下慎一狼もイベントに出演し、naoのサイン入り告知ポスターや彼女が自宅で飼っている動物のイラストを描いた特製ジグソーパズルを景品としたじゃんけん大会や握手会も開催された。ライブ初披露の「sincerely」をはじめ、表題曲「流星のビヴロスト」、前作「シンクロしようよ」の3曲を歌っている。
また、naoがパーソナリティーを務めるWEBラジオ『Radio なおしゃべる。』では、「『超次元ゲイム ネプテューヌ』スペシャル放送」と題し、全6回（第13回 - 第18回）に渡って原作に出演する声優がゲスト出演を果たした。その後の第19回・20回では「流星のビヴロスト」の作曲を担当した伊藤賢治が出演し、楽曲制作時のエピソードについて語っている。また、第20回の放送では伊藤の弾き語りによる同曲のアコースティックバージョンが披露された。

## チャート成績
2010年9月6日付の週間オリコンチャートで最高107位を獲得した。また、コミックとらのあな通信販売の音楽CDランキングでは、2010年9月6日付でデイリー最高1位、9月第1週には週間最高18位、9月には月間最高38位を獲得している。

## 収録曲
CD
1. 流星のビヴロスト [4:01][1]
作詞：山下慎一狼、作曲：伊藤賢治、編曲：Vomos・小林秀行
  - PS3用ゲーム『超次元ゲイム ネプテューヌ』オープニングテーマ

nao曰く、いかにも崩れそうなイメージで不安感を煽るAメロ・混沌としたイメージを持つBメロ・徐々にキーが高くなっていくサビの順にそれぞれ景色が浮かんでは流れていくような旋律が特徴的で[33]、原作に登場する可愛らしいキャラクターとは正反対でカッコよくかつ切なく、力強いイメージのあるデジタルな楽曲[8][22]。
naoは作曲を担当した伊藤から直接のディレクションを収録時に受けて、楽曲の持つ意外性や秘めたる一面について理解し、深遠なイメージを持ったという[9]。彼女が歌手として担当してきた楽曲の中でも印象に残る程の難しさを誇り[25]、その分原作の持つ混沌とした雰囲気や、均衡を失い切迫した状況などを暗に表現することに成功しているという[9]。
また、作詞に関しては、原作の世界観や奥深さがそのまま表現された伊藤のサウンド[34]を壊さないよう、韻を重視した上で[22]山下の思うところを貫いた内容となっている。なお、山下はnaoの録音に立ち会った際に初めて伊藤に出会い、彼から歌詞の出来について称賛されたことをブログにて明かしている。歌を担当したnaoは、「はっきりとした決意のようなもの」が伝わるような詞に仕上がっているのでは、とコメントしている[22]。タイトル中の「ビヴロスト」は北欧神話における神々が天と地上の間に架けた虹の橋の意で、楽曲名は山下が考案[35]。
前述の通り、オープニングテーマの担当が発表されたのは2010年5月21日[7][8]、音源の初公開は同年6月11日であった[7][9]。なお、「Animelo Summer Live 2010 -evolution-」の開催2日目（8月29日）に、さいたまスーパーアリーナ場外にあるけやきひろばにて行われたWEBラジオ『Radio なおしゃべる。』・『イモートコントロール』・『ヴァイスシュヴァルツ ひみつのタミテラッシュ村』の公開録音コラボイベントにて[36][37][38]、紫色のサイリウムが推奨される楽曲となっている[26]。
2. sincerely [5:22][1]
作詞：山下慎一狼、作曲・編曲：新井健史
  - Xbox 360用ゲーム『メモリーズオフ ゆびきりの記憶』2nd オープニングテーマ

naoは制作段階の時から、楽曲に対して明確なイメージを持っていたため、楽曲やサウンドに切ない印象を持たせることはもちろんのこと[6]、歌詞が想起させる世界観やギターの勢いなど、細部に及ぶ指示を行い、作詞や作曲に多く関わっている[12][22]。作詞を担当した山下は、自身の得意とする電波ソングや萌えをテーマとした楽曲とは違い、落ち着くような切ない雰囲気を表現し[39]、その上で自分らしい詞を書くため、普段よりも苦労している[6]。そしてその努力が報われたためか、山下の詞はnaoが事前に想定していたよりも会心の出来であったようで[6]、視聴者の心に響くような楽曲に仕上がったのではないか、と彼女はのちに述べている[22]。本作はnaoのソロ活動開始以後では初めてのミディアム・バラード制作となった[12][22]。また、本作付属のDVDには当曲のミュージック・ビデオが収録されているが、その詳細については後述を参照のこと。
前述の通り、楽曲情報および音源の初公開は2010年7月16日であった[11][12]。ライブイベントでの初披露は同年9月20日のCD発売記念イベントにて[27]。ライブで披露された際には白色のサイリウムの使用が推奨されている[26]。
3. 流星のビヴロスト（Off Vocal） [4:01][1]
4. sincerely（Off Vocal） [5:17][1]
Off Vocalの2曲には、「流星のビヴロスト」冒頭部の台詞パートを含むnaoのコーラスも収録されている。

DVD
1. sincerely Music Clip [6:03]
カップリング曲を収録したミュージック・ビデオ。千葉県の九十九里浜にて夜に撮影された[25]。抽象的な内容で、転生をイメージしている[6]。衣装は白いドレスと赤い布を使用[6]。nao自身は、PVの収録により楽曲から連想される世界観を深めることが出来たと語っている[22]。また、前述のCD発売記念イベントでは、撮影時に強風と降雨に見舞われながらも、naoが海の浅瀬に入り、押し寄せてくる波をかぶるシーンでの苦労話などが明かされた[25]。
プロデューサーは山本大介、監督は真島ヒロシ、照明担当は斎藤茂[3]。ヘアメイクは中島さつき、衣装はくがあすかがそれぞれ担当し、スタイリストはfugimar-zz[3]。株式会社629 およびLocoMoco Graphicsも制作に協力している[3]。

デジタル・ダウンロード（iTunes）
1. 流星のビヴロスト [4:01][2]
2. sincerely [5:22][2]

## 演奏参加・録音
（出典：）
| ミュージシャン | 担当              |
| -------------- | ----------------- |
| nao            | コーラス（#1・2） |
| maya           | ギター（#2）      |

- 録音・ミキシング - 前川亮介（PlickPluck）

主題曲はstudioFine のFineplay（Studio 3rd.）にて録音、sunrise studio にてミキシングを実施。カップリング曲はsunrise studioにて録音、Joint 1 のDIGITAL MAGNETにてミキシングを実施。
- マスタリング - 上田佳子（F inc.）

Wonder Station（現MTCマスタリング）にて実施。

## 収録作品

### CD
| 楽曲             | 発売日         | CD タイトル                                 | 備考                   |
| ---------------- | -------------- | ------------------------------------------- | ---------------------- |
| 流星のビヴロスト | 2011年6月22日  | prismatic infinity carat.                   |                        |
| 流星のビヴロスト | 2012年10月24日 | 神次元!ふぉーちゅん・まてりある（コラボ盤） | Remix Ver.として収録。 |
| sincerely        | 2011年6月22日  | prismatic infinity carat.                   |                        |

### Blu-ray Disc / DVD
| 楽曲             | 発売日        | BD/DVD タイトル         | 備考                    |
| ---------------- | ------------- | ----------------------- | ----------------------- |
| 流星のビヴロスト | 2011年4月27日 | Live5pb.2010 @ JCB Hall | ライブBD。DISC1に収録。 |